# Guanter
Un guanter era un menestral que tenia com a ofici fer i vendre guants.
A Mallorca, els guanters conformaven un col·legi professional juntament amb els passamaners, els mercers i els marxandos, encara que les discussions internes eren habituals, com també les escissions i reintegracions dins el col·legi. No se sap quan es va constituir, però el segle xvi ja estava perfectament organitzat i segurament era anterior. El seu patró era sant Antoni, que veneraren primer a l'església de Santa Eulàlia, més tard a l'església de Sant Antoni de Viana i finalment a l'església de la Mercè. La sala del col·legi era a la plaça de Can Tagamanent.